# Якоб Лещинський
Я́коб Лещи́нський (також Янкев Лещинський; 26 серпня 1876 у Городищі — 22 березня 1966 у Єрусалимі) — єврейський статистик і соціолог. Писав їдишом, німецькою й англійською. Спеціалізувався в єврейській демографії й економічній історії.

## Життєпис
Народився біля міста Києва, отримав традиційну єврейську освіту. Підлітком глибоко захоплювався єврейським письменником Агадом Га-амом. Після десятирічного університетського навчання в Швейцарії повернувся 1913 року до Російської імперії. Брав участь у різноманітних сіоністських і соціалістичних рухах, зокрема в Сіоністській соціалістичній партії.
Після свого арешту в 1921 році покинув радянську Росію та виїхав до Берліна. Працював кореспондентом у нью-йоркській єврейській газеті Форвертс. Після приходу до влади нацистської партії покинув Німеччину та виїхав до Варшави, у 1938 році емігрував до США, а 1959 року оселився в Ізраїлі.

## YIVO
Якоб Лещинський став одним із засновників Єврейського дослідницького інституту у Вільні (тоді в складі Польщі), де започаткував відділ економіки та статистики. Він також редагував Листи з єврейської демографії, статистики та економіки, що видавалися в Берліні з 1923 по 1925, а також статистичні видання Економічні нотатки та Єврейська економіка.

## Вибрані твори
- ייִדישע פאָלק אין ציפערן (Yidishe Folk in Tsifern) (1922)
- Jüdische Bevölkerungsbewegung (1926)
- Die Umsiedlung und Umschichtung des jüdischen Volkes im Laufe des letzten Jahrhunderts (1929)
- די ייִשע קאַטאַסטראָפע (Di Yidishe Katastrofe) (1944)
- Crisis, Catastrophe, and Survival: A Jewish Balance Sheet, 1914–1948 (1948)